# Довгань Оксана Григорівна
Довгань Оксана (Ксенія) Григорівна (нар. 24 березня 1938, с. Волошкове Хотинського повіту Бессарабії — нині Сокирянський район Чернівецька область — українська поетеса і перекладачка. Померла 3 жовтня 2024.

## Життєве кредо
Манера письма авторки проста й природна, як дихання, як погляд, як любов. Життєве кредо Оксани Довгань: «Україна — моя опора і моя рідня».
(Микола Богайчук, літературознавець).

## Біографія
Оксана Довгань народилася 24 березня 1938 року в селі Волошкове, тепер Сокирянського району Чернівецької області. Батько загинув на фронті, згодом померла мати і з семи років виховувалася в Сокирянському дитячому будинку. Після закінчення семи класів Сокирянської середньої школи № 1 навчалася у спеціальному ремісничому училищі № 1 м. Чернівців, де здобула фах бухгалтера. Працювала на будівництві у Казахстані, Молдові. У 1965 році закінчила філологічний факультет Чернівецького держуніверситету, після чого 30 років вчителювала в школах Хотина і Хотинщини. З 1998 року живе у Чернівцях, працювала журналістом у газетах «Від і До» та «Крайова освіта», а з 1999 р. — методистом Чернівецької обласної універсальної наукової бібліотеки імені Михайла Івасюка.

## Творчий доробок
Авторка книг: «Дихає земля» (1992), «І смялась вишня» (1996), «Серцем до трави» (1996), «Із голосу таємного джерел» (1999), «Стою у полум'ї любові» (2001), «Життя» (2002), «Сонце сипле променята» (1997), «Літа лагідні струмочки» (2003), «Живуть букви у словах» (2005). Видала збірку віршів російського поета з Чернівців Валерія Фоменка під назвою «Друге життя» (2002) у власних перекладах, а також — збірку Валерія Городинського «Промені немеркнучі зірок…» (2013). О. Г. Довгань — головний редактор словника-довідника Миколи Богайчука «Література і мистецтво Буковини в іменах» (2005).
Поезія Оксани Довгань друкувалася у багатьох обласних і центральних часописах України: «Літературна Україна», «Правда Украины» «Молодь України», «Буковина», «Молодий буковинець», «Чернівці та чернівчани», «Дністрові зорі»; журналах: «Вітчизна», «Жовтень», «Дністер», збірниках: «Поезія-71», «Відлуння», «Перевал», «Вітрила-69». Її твори італійською мовою надруковані у Мілані (1997). Вона авторка серії методичних матеріалів «Літературно-мистецька Буковиніана» (2003, 2004, 2005, 2006…). Твори поетеси включені до підручників літератури рідного краю, вивчаються у школах та інших навчальних закладах Чернівецької області.

## Відзнаки
- Лауреат Літературної премії імені Дмитра Загула (2007).